# Oroslavje
Oroslavje je grad u Hrvatskom zagorju, u Krapinsko-zagorskoj županiji.

## Naselja u sastavu Grada Oroslavja
Grad Oroslavje se sastoji od 5 naselja, to su: 
- Andraševec
- Krušljevo Selo
- Mokrice
- Oroslavje
- Stubička Slatina

## Stanovništvo
Grad Oroslavje sa svojim pripadajućim naseljima je imalo 6138 stanovnika prema popisu stanovništva iz 2011., dok je sam grad kao naselje Oroslavje po istom popisu imalo 3368 stanovnika.
| broj stanovnika | 2199  | 2713  | 3206  | 3565  | 3745  | 3958  | 4008  | 4947  | 5485  | 5192  | 5339  | 5661  | 6268  | 6576  | 6253  | 6138  | 5834  |
|                 | 1857. | 1869. | 1880. | 1890. | 1900. | 1910. | 1921. | 1931. | 1948. | 1953. | 1961. | 1971. | 1981. | 1991. | 2001. | 2011. | 2021. |

| broj stanovnika | 702   | 879   | 1036  | 1134  | 1028  | 1129  | 1186  | 1751  | 2034  | 2027  | 2385  | 2780  | 3109  | 3503  | 3420  | 3368  | 3253  |
|                 | 1857. | 1869. | 1880. | 1890. | 1900. | 1910. | 1921. | 1931. | 1948. | 1953. | 1961. | 1971. | 1981. | 1991. | 2001. | 2011. | 2021. |

## Spomenici i znamenitosti
Dva dvorca ukrašena perivojima i raskošnim portalima udaljena su međusobno oko 500 m. Dvorac Gornje Oroslavje pripadao je Čikulinima pa Vraniczanyjima, a sasvim je nestao u požaru 1949. godine. Sačuvan je samo francuski park s fontanom od narančastog kamena s puttima i dupinima koji su nekoć prskali vodu. Drugi, dvorac Donje Oroslavje obitelji Vojkffy, opstao je čitav. Međutim, u veoma je oronulom stanju. U okolici dvora sačuvan je dio perivoja engleskog tipa sa stoljetnim stablima. Nalazi se kip šumske nimfe koja u bijegu ugiba napasnom Apolonu i priželjkuje postati maslinom.

## Obrazovanje
Na području Oroslavja omogućeno je djeci odgoj i školovanje do srednjoškolskog stupnja obrazovanja
- Osnovna škola Oroslavje
- Područna škola Krušljevo selo
- Srednja škola Oroslavje
- Vrtić Cvrkutić[8]
- Vrtić Šlapica

## Gospodarstvo
U Oroslavju djeluje grafička industrija (Birotehnik). Nekad je bila živa kožarska (Astra, čiji je pogon otvoren 1961. Astrina tvornica nastala je na ruševinama dvorca Oroslavje Gornje.  Bila je razvijena tekstilna industrija: tvornice Orokonfekcija i Oroteks.
Proizvodnja prehrambeno procesne opreme i kotlova, prvo pod imenom, Orometal, poslije dio TPK, danas TPK Orometal.

## Šport
- Klub za skijaško trčanje Oroslavje
- NK Oroslavje
- Šahovski klub Osnovne škole Oroslavje
- Teniski klub Oroslavje
- Auto-moto klub Oroslavje
- Streljački klub Strijelac
- Streličarski klub Oroslavje
- Lovačko društvo "Mokrice"
- Lovačko društvo "Kuna"
- Paintball klub Dum-Dum[13]
- Atletski klub Oroslavje
- Kuglački klub Obrtnik Oroslavje

Od 2005. održava se FIS Roller Ski World Cup Oroslavje.

## Vanjske poveznice
|  | Zajednički poslužitelj ima još gradiva o temi Oroslavje |

- Službene stranice Grada Oroslavja